# نیکولز (آیووا)
نیکولز (به انگلیسی: Nichols) شهری در ایالت آیووا کشور ایالات متحده آمریکا است که جمعیت آن در سرشماری سال ۲۰۱۰ میلادی، ۳۷۴ نفر بوده‌است.